# گریس ویکتوریا کوکس
گریس ویکتوریا کوکس (انگلیسی: Grace Victoria Cox؛ زادهٔ ۱۰ مارس ۱۹۹۵) هنرپیشه اهل ایالات متحده آمریکا است. وی از سال ۲۰۱۴ میلادی تاکنون مشغول فعالیت بوده‌است.
از فیلم‌ها یا برنامه‌های تلویزیونی که وی در آن نقش داشته‌است می‌توان به زیر گنبد، فوق‌العاده شرور، به طرز وحشتناکی شیطانی و پست اشاره کرد.